# Beaugency

Beaugency este o comună în departamentul Loiret din centrul Franței. În 1 ianuarie 2022 avea o populație de 7.811 de locuitori.